# تپه کنشکین ۳
تپه کنشکین ۳ مربوط به دوران‌های تاریخی پس از اسلام است و در شهرستان تاکستان، روستای کنشکین واقع شده و این اثر در تاریخ ۲۵ اسفند ۱۳۷۹ با شمارهٔ ثبت ۳۱۷۲ به‌عنوان یکی از آثار ملی ایران به ثبت رسیده است.